# Mlinski Vinogradi
Mlinski Vinogradi falu Horvátországban Belovár-Bilogora megyében. Közigazgatásilag Velika Trnoviticához tartozik.

## Fekvése
Belovártól légvonalban 25, közúton 30 km-re délkeletre, községközpontjától légvonalban 3, közúton 7 km-re délnyugatra, a Monoszlói-hegység keleti lejtőin fekszik.

## Története
Mlinski Vinogradi eredetileg Mlinska (a mai Mala és Velika Mlinska) szőlőhegye volt. Évszázadok óta álltak itt a mlinskai lakosok borospincéi és présházai. Önálló településsé csak a II. világháború után vált. Lakosságát 1948-ban számlálták meg önállóan először, ekkor 107-en lakták. Ezt követően a fiatalok elvándorlása miatt lakossága folyamatosan csökkent. 1991-től a független Horvátország része. 1991-ben lakosságának 90%-a horvát, 6%-a szerb nemzetiségű volt. A délszláv háború idején mindvégig horvát kézen maradt. 2011-ben a településnek 31 lakosa volt.

## Lakossága
| Lakosság változása | Lakosság változása | Lakosság változása | Lakosság változása | Lakosság változása | Lakosság változása | Lakosság változása | Lakosság változása | Lakosság változása | Lakosság változása | Lakosság változása | Lakosság változása | Lakosság változása | Lakosság változása | Lakosság változása | Lakosság változása |
| ------------------ | ------------------ | ------------------ | ------------------ | ------------------ | ------------------ | ------------------ | ------------------ | ------------------ | ------------------ | ------------------ | ------------------ | ------------------ | ------------------ | ------------------ | ------------------ |
| 1857               | 1869               | 1880               | 1890               | 1900               | 1910               | 1921               | 1931               | 1948               | 1953               | 1961               | 1971               | 1981               | 1991               | 2001               | 2011               |
| 0                  | 0                  | 0                  | 0                  | 0                  | 0                  | 0                  | 0                  | 107                | 104                | 99                 | 93                 | 76                 | 52                 | 45                 | 31                 |

(1931-ig lakosságát Mlinska néven Velika Mlinskához számították.)